# Gens Romilia
La gens Romilia fu un'antichissima gens (clan familiare dell'antica Roma), facente parte della tribù dei "Ramnes".

## Origine
Lo storico Tito Livio la cita tra le cento gentes originarie e secondo l'illustre romanista Theodor Mommsen la sua remota antichità sarebbe attestata anche dall'evidente rapporto di omonimia con Roma, con l'antica tribù rustica Romilia e con Romolo stesso.
Secondo alcuni studiosi infatti la gens Romilia dovrebbe essere identificata con il clan familiare di Romolo: in tal caso, tuttavia, non dovrebbe essere considerata del tutto autoctona, bensì originaria di Alba Longa, e la sua esistenza costituirebbe una prova rilevante a favore della tesi a sostegno dell'effettiva esistenza storica del fondatore di Roma. 

## Territorio
Secondo alcune fonti l'etrusco Ager Vaticanus fu annesso a Roma proprio ad opera della gens Romilia, che dimorava sulla sponda destra del fiume, anticamente sotto l'influenza (se non il dominio vero e proprio) della città etrusca di Veio: un ramo della famiglia portava infatti il cognomen di Vaticani.
La Tribù Romilia comprendeva, oltre alla colonia latina di Sora nel Lazio, anche Ateste nel Veneto, sull'Adige.

## Personaggi illustri
Sempre Mommsen osserva come l'antichissima gens Romilia sia sopravvissuta anche nei secoli successivi, quando diversi suoi membri ricoprirono le più alte magistrature repubblicane. Tra questi si ricorda in particolare Tito Romilio Roco Vaticano, console nel 455 a.C. assieme a Gaio Veturio Cicurino, della gens Veturia. Sostenne la campagna militare contro gli Equi; secondo Tito Livio questo stesso Tito Romilio fu anche eletto tra i decemviri legibus scribundis nel 451 a.C., e quindi contribuì alla stesura del primo codice scritto di Roma, le leggi delle XII tavole, a sostegno dei diritti della plebe.